# FKベラネ
フドバルスキ・クルブ・ベラネ（セルビア語: Фудбалски клуб Беране, Fudbalski klub Berane）は、モンテネグロ・ベラネを本拠地とするサッカークラブである。

## 歴史
1920年設立。サンジャクでは古くから公式試合で活動していたクラブで、1928年にプルヴィイェンストヴォ・ツルネ・ゴレで準優勝を記録した。第二次世界大戦後にベラネがイヴァングラードに改名すると、クラブ名もFKイカ・イヴァングラードに改名した。1949年にFKラドニチュキ・イヴァングラードに再改名した。
1951年にツルノゴルスカ・レプブリチカ・リーガで優勝したが、昇格出来ず、1955年に昇格した。1962年にFKイヴァングラードに改名した。
1982年に31年ぶりにツルノゴルスカ・レプブリチカ・リーガを制覇し、翌年にモンテネグロのカップ戦を制した。そのため、1984年にユーゴスラビアカップに参戦した。
1996年にイヴァングラード市がベラネに再改名すると、クラブ名もまたFKベラネに戻った。その後、セルビア・モンテネグロが分離したため、モンテネグロリーグ所属となった。

### クラブ名の変遷
| 年        | 名称               | 正式名称                           |
| --------- | ------------------ | ---------------------------------- |
| 1920–1941 | FKベラネ           | Fudbalski klub "Berane"            |
| 1945–1949 | FKイカ             | Fudbalski klub "Ika" Ivangrad      |
| 1949–1962 | FKラドニチュキ     | Fudbalski klub "Radnički" Ivangrad |
| 1962–1996 | FKイヴァングラード | Fudbalski klub "Ivangrad"          |
| 1996–     | FKベラネ           | Fudbalski klub "Berane"            |

FKラドニチュキと名乗っていた時代があるが、同じベラネを本拠地とするFKラドニチュキ・ベラネとは関係がない。

## タイトル
- ドルガ・ツルノゴルスカ・フドバルスカ・リーガ: 2008-09
- ツルノゴルスカ・レプブリチカ・リーガ: 1951, 1982-83, 1996-97, 2005-06
- モンテネグロ共和国杯: 1983-84

## 歴代所属選手
- 豊嶋邑作 2014
- 志村謄 2015